# Titanomyrma
Titanomyrma Archibald, Johnson, Mathewes & Greenwood, 2011 è un genere di formiche estinte della sottofamiglia Formiciinae.

## Tassonomia
Il genere è composto da 3 specie:
- Titanomyrma gigantea Lutz, 1986 †
- Titanomyrma lubei Archibald, Johnson, Mathewes & Greenwood, 2011 †
- Titanomyrma simillima Lutz, 1986 †